# Maria Paudler
Maria Paudler (Bodenbach, 20 giugno 1903 – Monaco di Baviera, 17 agosto 1990) è stata un'attrice tedesca.

## Biografia
Figlia di un architetto dei Sudeti, alla fine della prima guerra mondiale entrò all'Accademia musicale e d'arte di Praga su raccomandazione dell'attore Wilhelm Klitsch. Debuttò a Praga a 17 anni nel ruolo di Margherita nel Faust. Nel 1923, ebbe come partner Alexander Moissi al Teatro di stato prussiano di Berlino. Risale al 1926 l'anno dei suoi esordi come attrice cinematografica.

## Filmografia

### Attrice
- Die vom anderen Ufer, regia di Arthur Bergen (1926)
- Der Veilchenfresser, regia di Frederic Zelnik (1926)
- Non si scherza con l'amore (Man spielt nicht mit der Liebe), regia di Georg Wilhelm Pabst (1926)
- Der Jüngling aus der Konfektion, regia di Richard Löwenbein (1926)
- La signora che non vuole bambini (Madame wünscht keine Kinder), regia di Alexander Korda (1926)
- Die Lorelei , regia di Wolfgang Neff (1927)
- Kleinstadtsünder, regia di Bruno Rahn (1927)
- Il ragno argentato (Die weiße Spinne), regia di Carl Boese (1927)
- Wochenendzauber, regia di Rudolf Walther-Fein (1927)
- Das gefährliche Alter, regia di Eugen Illés (1927)
- Die indiskrete Frau, regia di Carl Boese (1927)
- Orientexpress, regia di Wilhelm Thiele (1927)
- Un bacio sotto la maschera (Der Bettelstudent), regia di Jacob Fleck e Luise Fleck (1927)
- Dragonerliebchen, regia di Rudolf Walther-Fein (1928)
- Majestät schneidet Bubiköpfe, regia di Ragnar Hyltén-Cavallius (1928)
- Mein Freund Harry, regia di Max Obal, Rudolf Walther-Fein (1928)
- Heiratsfieber, regia di Rudolf Walther-Fein (1928)
- Der Raub der Sabinerinnen, regia di Robert Land (1928)
- Ein Mädel mit Temperament, regia di Victor Janson (1928)
- Liebe im Schnee , regia di Max Obal, Rudolf Walther-Fein (1929)
- L'ultimo forte (Das letzte Fort), regia di Kurt Bernhardt (Curtis Bernhardt) (1929)
- Das närrische Glück , regia di Johannes Guter e Rudolf Walther-Fein (1929)
- Großstadtjugend, regia di Rudolf Walther-Fein (1929)
- Die fidele Herrenpartie, regia di Rudolf Walther-Fein (1929)
- O Mädchen, mein Mädchen, wie lieb' ich Dich! , regia di Carl Boese, Rudolf Walther-Fein (1930)
- Ehestreik, regia di Carl Boese (1930)
- Il capitano di corvetta (Der Korvettenkapitän) regia di Rudolf Walther-Fein (1930)
- Zwei Welten, regia di Ewald André Dupont (1930)
- Der falsche Ehemann, regia di Johannes Guter (1931)
- Trara um Liebe, regia di Richard Eichberg (1931)
- So lang' noch ein Walzer vom Strauß erklingt, regia di Conrad Wiene (1931)
- Strohwitwer, regia di Georg Jacoby (1931)
- Einer Frau muß man alles verzeih'n, regia di Eugen Thiele (1931)
- Sang viennois , regia di Conrad Wiene (1931)
- Wenn am Sonntagabend die Dorfmusik spielt, regia di Charles Klein (1933)
- Notte di maggio (Der junge Baron Neuhaus), regia di Gustav Ucicky (1934)
- Liebe geht - wohin sie will, regia di Kurt Skalden (1935)
- Junges Blut, regia di Kurt Skalden (1936)
- Unsterbliche Melodien, regia di Heinz Paul (1936)
- Dorfmusik (1936)
- So weit geht die Liebe nicht, regia di Franz Seitz (1937)
- Ein Mädchen geht an Land, regia di Werner Hochbaum (1938)
- Das Verlegenheitskind, regia di Peter Paul Brauer (1938)
- Ehe man Ehemann wird
- Professor Nachtfalter, regia di Rolf Meyer (1951)
- Einmal am Rhein, regia di Helmut Weiss (1952)
- Keine Angst vor großen Tieren, regia di Ulrich Erfurth (1953)
- Eine Liebesgeschichte, regia di Rudolf Jugert (1954)
- Keine Angst vor Schwiegermüttern, regia di Erich Engels (1954)
- Ferien auf Immenhof , regia di Hermann Leitner (1957)
- Gonne strette... tacchi a spillo (Grabenplatz 17), regia di Erich Engels (1958)
- Schönes Wochenende
- Schaufensterpuppen, regia di Gustav Burmester - film tv (1964)
- Schwarzer Peter
- Miranda, regia di Gerd Rösler - film tv (1966)
- Zwei wie wir... und die Eltern wissen von nichts, regia di Karl Hamrun (1966)
- Kellerassel, regia di Gedeon Kovacs - film tv (1969)
- Bombenshow, regia di Thomas Engel - episodio della serie tv Miss Molly Mill (1970)
- So was nennt man Glückspilz, regia di Franz Marischka - episodio della serie tv Frei nach Mark Twain (1971)
- Ay, ay, Sheriff, regia di Rolf Olsen - film tv (1974)
- Spur von kleinen Füßen, regia di Theodor Grädler - episodio della serie tv Der Kommissar (1974)
- Zwei Furchen auf dem Sonnenberg, regia di Günter Gräwert - episodio della serie tv Polizeiinspektion 1 (1985)

### Film o documentari dove appare Maria Paudler
- Rund um die Liebe, regia di Oskar Kalbus - filmati di repertorio (1929)
- Die große Sehnsucht, regia di Steve Sekely - sé stessa (1930)
- Vorhang auf......! - film tv, sé stessa (1954)